# Bernardo Pasquini
Bernardo Pasquini (født 7. december 1637, død 21. november 1710) var en italiensk komponist af operaer, oratorier, kantater og klaviaturmusik. Han var en berømt udøver af musik på tangentinstrumenter i sin tid, og han var en af de mest betydningsfulde komponister for cembalo mellem Girolamo Frescobaldi og Domenico Scarlatti, ligesom han er kendt som opera- og oratorieskaber.